# Liongo
Liongo est une localité du Cameroun, située dans l'arrondissement de Buéa, le département du Fako et la région du Sud-Ouest.

## Population
En 1953, Liongo comptait 20 habitants, principalement des Bakweri. Lors du recensement de 2005, on a dénombré 633 personnes.